# مراد الراس
هو طقس احتفالي شيعي يقام بعد أربعين من يوم عاشوراء معركة كربلاء، ويأتي من حيث الأهمية بعد يوم عاشوراء ويصادف العشرين من صفر من كل عام. ورغم أن طقس الاحتفال بالأربعين موجود في ديانات أخرى، إلا أن الفترة التي تم فيها جمع رأس الحسين وجسده استغرقت أربعين يوما. هذا التصادف هو فقط ما يدعو الشيعة للاحتفال بالأربعين باعتباره مناسبة دينية. إن الاحتفال بيوم الأربعين بعد الوفاة هي عادة فرعونية- ، ترتبط بأهمية العدد (أربعين) وقدسيته، ليس عندالشيعة فحسب، بل وفي الديانات الأخرى كاليهودية والمسيحية، والحضارات العليا القديمة كالسومرية والبابلية.
وتأتي خصوصية يوم الأربعين لاعتقاد الشيعة برجوع رأس الحسين بن علي(ع) من الشام إلى العراق ودفنه مع الجسد في كربلاء، ويسمى هذا اليوم في العراق (مرد الرأس). إن اتحاد الرأس بالجسد بعد أربعين يوماً من مقتل الحسين (ع) يكون في الحقيقة أساس موضوع هذه الذكرى الأليمة لدى الشيعة، بالإضافة إلى زيارة قبر الحسين (ع) والتبرك به، الذي أصبح من التقاليد الشيعية العريقة التي لها أهمية كبيرة في العراق وإيران. 

## راجع أيضاً
- الأربعين